# 豹紋澤鱔
豹紋澤鱔（学名：Enchelycore pardalis），又名豹紋勾吻鯙，俗名薯鰻、錢鰻為輻鰭魚綱鰻鱺目鯙亞目鯙科的其中一種。种加词 pardalis 意为“豹纹的”。

## 分布

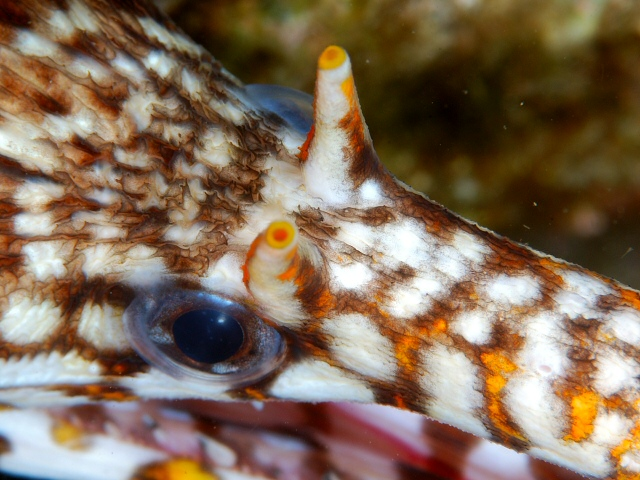
头部

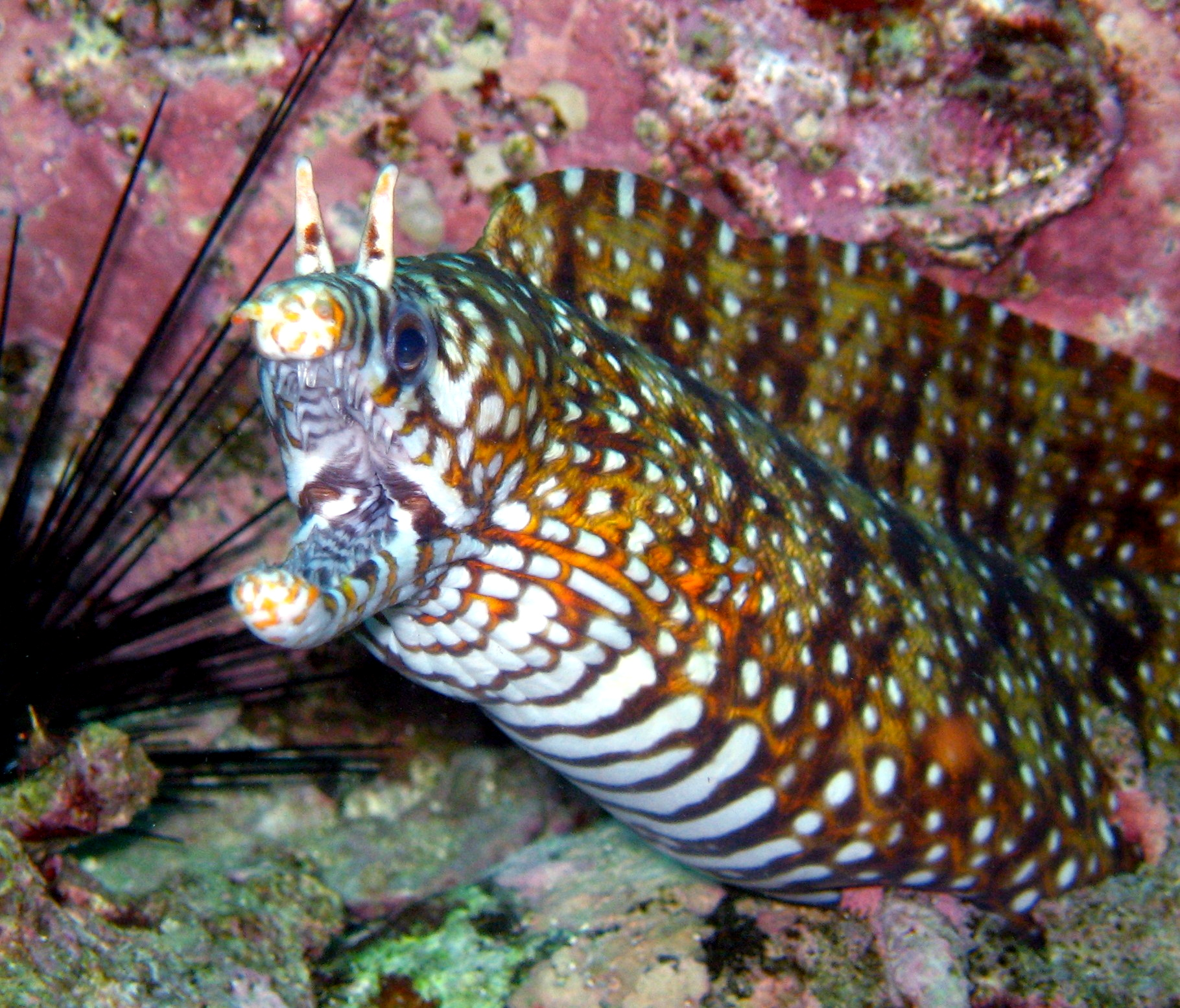
一条日本的豹紋澤鱔

本魚分布於印度太平洋區，包括馬達加斯加、模里西斯、留尼旺、聖誕島、印度、越南、台灣、日本、韓國、澳洲、庫克群島、夏威夷群島、強斯頓環礁、吉里巴斯、中途島、薩摩亞群島、法屬波里尼西亞等海域水深8至60公尺处。

## 特徵
本魚體呈蛇狀，口大具利齒，表皮厚且光滑無鱗片，能分泌黏液。特徵是黃色魚體上布滿如花豹的斑點，且吻端為鉤狀無法完全閉合，兩眼上具細常明顯的管狀後鼻孔突起，體長可達90公分。

## 生態
本魚性情兇猛，常躲藏於珊瑚礁穴或岩縫中，尾布捲縮在洞內只露出頭部，嗅覺靈敏但視力不佳，具領域性，游泳力不強。屬肉食性，以小魚為食。

## 經濟利用
本魚可養在水族箱作觀賞魚，另亦可食用。

## 扩展阅读
維基物種上的相關：豹紋澤鱔
 维基共享资源上的相關多媒體資源：豹紋澤鱔